# Brenda Taylor
Brenda Taylor, född den 9 februari 1979, är en amerikansk före detta friidrottare som tävlade i häcklöpning.
Taylor deltog vid VM 2001 där hon blev utslagen i semifinalen på 400 meter häck. Vid inomhus-VM 2003 ingick hon i stafettlaget på 4 x 400 meter som slutade på tredje plats.
Hon deltog även vid Olympiska sommarspelen 2004 där hon tog sig till finalen och slutade sjua på tiden 54,97. Hon avslutade det året med att bli trea vid IAAF World Athletics Final 2004 i Monaco.

## Personliga rekord
- 400 meter häck - 53,36